# Mösern
Mösern ist ein Dorf und eine Ortschaft der Marktgemeinde Telfs im Bezirk Innsbruck-Land in Tirol. Der Ort nennt sich Friedensdorf. Die Ortschaft hat 272 Einwohner (Stand 1. Jänner 2024).

## Geografie
Das Dorf liegt rund 20 km westlich von Innsbruck am Südrand des Seefelder Plateaus auf einer Höhe von 1206 m ü. A., knapp 600 m über dem Inntal an der L36 Möserer Straße von Telfs nach Seefeld.
Die Ortschaft umfasst knapp 100 Gebäude.
Nachbarortschaften
| Buchen   | Wildmoos                                    | Seefeld i.T. (Gem., Ort Kirchwald) |
| Bairbach | Kompassrose, die auf Nachbargemeinden zeigt | Reith b. Seefeld (Gem.)            |
| Platten  | Pettnau (Gem.)                              |                                    |

## Geschichte
Ein Schwaighof am Ort (dauerbesiedelte Alm, die heutige Schmiede) ist urkundlich 1307 genannt, als ihn ein Otto der Karlinger dem Stift Stams „zur Reichung von Brot und Käse an die Armen“ stiftete. Mösern war ein wichtiger Knotenpunkt der Karrenwege in die holzreichen Gegenden um Seefeld und im Leutaschtal, und insbesondere an der Fernroute über Scharnitz in das Bayerische.
Der Ortsname steht zu Moos ‚Feuchtgebiet‘.

## Kultur und Sehenswürdigkeiten

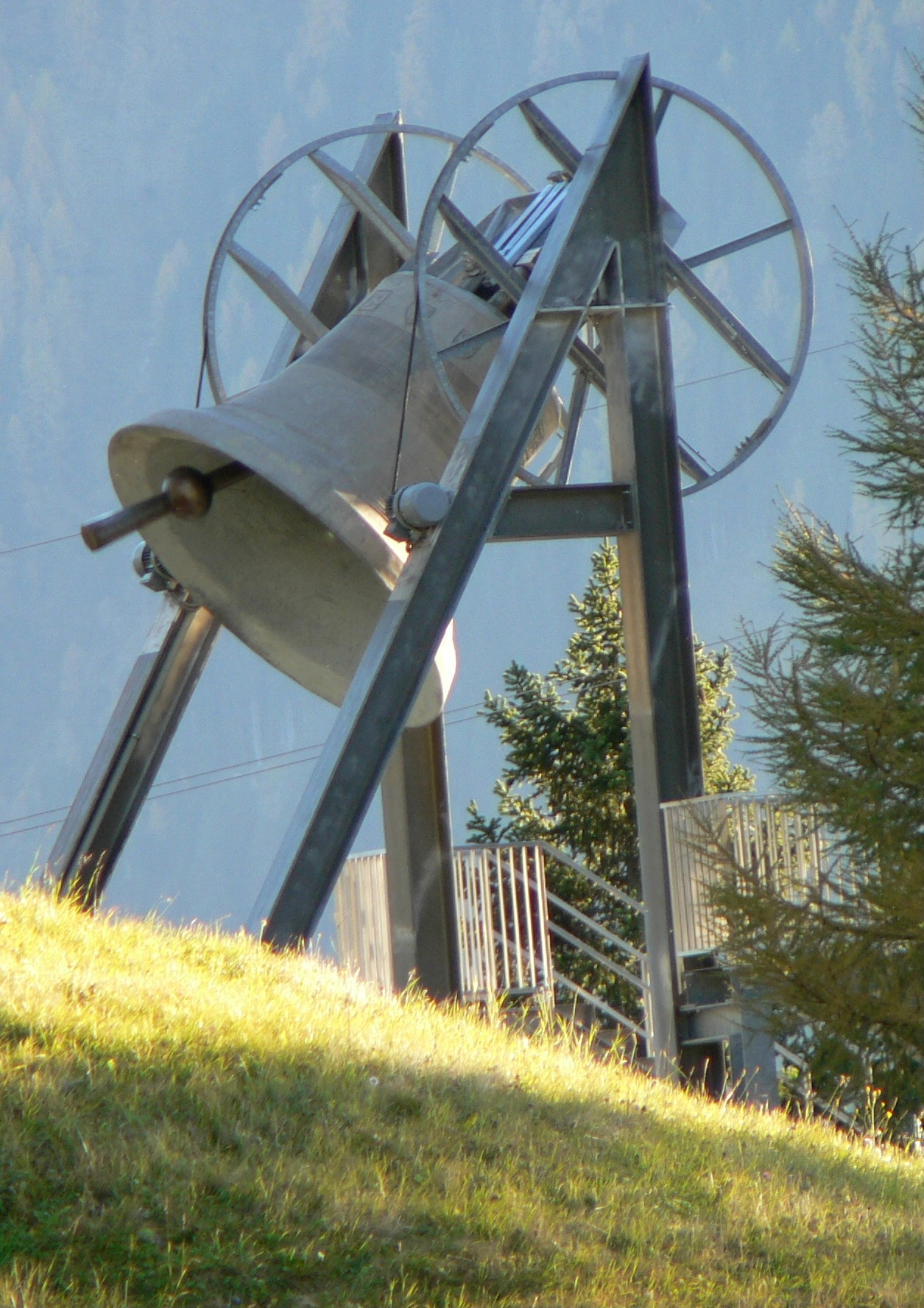
Friedensglocke (Foto 2005)

Heimatmuseum Mösern

Die Filialkirche Mariä Heimsuchung ist eine barocke Ortskirche mit Altarblättern des Malers Paul Zeiller aus 1701.
Die Kapelle am Kalvarienberg stammt von um 1830 und zeigt ein Kreuzigungsgruppe, mit auf Brettern gemalten Nebenfiguren und Wandmalerei im Hintergrund. Sie wie auch 10 der früher 8, seit 1989 11 bildstockartigen Stationskapellen am Passionsweg stehen unter Denkmalschutz (Kalvarienbergkapelle, 10 Kalvarienbergkapellen). Auf dem Weg von Telfs über Birkenberg herauf finden sich noch etliche weitere Wegkapellen und Flurdenkmale.
In Mösern hängt die Friedensglocke des Alpenraumes, im Jahr 1997 zum 25-jährigen Jubiläum der ARGE Alp errichtet, um den Zusammenhalt des Alpenraumes zu symbolisieren.
Am Samstag, 21. Oktober 2023 wird im Zuge eines Dorffestes eine neu gegossene Glocke eingeweiht. Die neue Glocke wiegt wiederum 10,45 t, sieht gleich aus wie die bisherige und trägt die gleiche Inschrift „Ich läute für den Frieden in der Nachbarschaft.“ Der neue Aufstellort ist ein Grundstück der Gemeinde. Er liegt am nordwestlichen Ortsrand von Mösern in der Nähe des ehemaligen Menthofes, direkt am Wanderweg zum Lottensee. Neu ist der barrierefreie Zugang und Sitzplätze für bis 60 Personen. Inklusive Glockenguss kostete die Einrichtung 850.000 Euro. Die bisherige Glocke, die auf Pachtgrund steht oder stand, wurde von jährlich 100.000, überwiegend Bustouristen besucht.

## Natur und Tourismus
Der Ort gehört zur Tourismusregion Olympiaregion Seefeld und tritt zusammen mit Buchen als Mösern-Buchen auf.
Nördlich des Orts liegt der Möserer See. Er ist schon im Jahr 1500 im Fischereibuch Maximilians I. erwähnt. Der Friedensglockenwanderweg führt als Themenweg zum und um den See.
Weitere zahlreiche Wanderwege leiten in die Umgebung des Seefelder Plateaus, zum Lottensee, einem periodischen Moorgewässer, im Nordwesten, und auf die Möserer Höhe (Gipfel 1474 m ü. A.) und Brunschkopf (1510 m ü. A.) im Norden, und weiter zum ebenfalls periodischen Wildmoossee und der Wildmoosalm (Wildmoosgebiet). Nach Nordosten geht es Richtung Seefeld, nach Osten Richtung Auland. Auch führen etliche Wege vom Tal herauf, von Telfs, von Kellertal und Tiefental-Leiblfing, wie auch Eigenhofen und Zirl.
Direkt östlich liegt mit dem Gschwandtkopf (1495 m ü. A.) ein kleiner Schiberg, der von Möserer Seite mit Schleppliften und von Seefelder Seite auch per Sessellift erschlossen ist.

Von Seefeld her gibt es eine drei Kilometer lange, beleuchtete Nachtloipe.
Mit 27 Auffahrten einer etwa 6 km langen Strecke mit 551 Höhenmetern in Telfs, von Sagl nach Mösern ist Wolfgang Mader 2011 am Rennrad einen 48-Stunden-Höhenmeter-Weltrekord gefahren, der 2012 von Jacob Zurl bei Graz gebrochen wurde.